# Дерекьой (вилает Одрин)
Вижте пояснителната страница за други значения на Дерекьой.
Дерекьой (на турски: Dereköy) е село в Източна Тракия, Турция, вилает Одрин. Околия Узункьопрю.

## География
Селото се намира на 16 км южно от Узункьопрю.

## История
В XIX век Дерекьой е гръцко село в Узункьоприйска кааза в Одринския вилает на Османската империя. Според „Етнография на вилаетите Адрианопол, Монастир и Салоника“, издадена в Константинопол в 1878 година и отразяваща статистиката на населението от 1873 година, Дерекьой (Dere-keui) има 55 домакинства и 239 жители гърци.